# Геометрия Лобачевского

Геометрия Римана;
Евклидова геометрия;
геометрия Лобачевского

Геометрия Лобачевского (или гиперболическая геометрия) — одна из неевклидовых геометрий, геометрическая теория, основанная на тех же основных аксиомах, что и обычная евклидова геометрия, за исключением аксиомы о параллельных прямых, которую изменил Николай Иванович Лобачевский.
Евклидова аксиома о параллельных (точнее, одно из эквивалентных ей утверждений, при наличии других аксиом) может быть сформулирована следующим образом:

На плоскости через точку, не лежащую на данной прямой, можно провести ровно одну прямую, параллельную данной.

В геометрии Лобачевского вместо неё принимается следующая аксиома:

Через точку, не лежащую на данной прямой, проходят по крайней мере две прямые, лежащие с данной прямой в одной плоскости и не пересекающие её.

Геометрия Лобачевского описывает пространство Лобачевского, имеет обширные применения как в математике, так и в физике. Историческое и философское её значение состоит в том, что была показана возможность неевклидовой геометрии и это дало толчок в развитии геометрии, математики и науки в целом.
Предпринимались попытки обобщить разные виды геометрии. Абсолютная геометрия объединяет постулаты Евклида и Лобачевского, но конфликтует с геометрией Римана (в которых любые две прямые пересекаются). Аксиоматика Гильберта непротиворечиво охватывает разные варианты геометрии.

## История

### Попытки доказательства пятого постулата
Отправным пунктом геометрии Лобачевского послужил V постулат Евклида — аксиома, эквивалентная аксиоме о параллельных.
Он входил в список постулатов в «Началах» Евклида.
Относительная сложность и неинтуитивность его формулировки вызывала ощущение его вторичности и порождала попытки вывести его как теорему из остальных постулатов Евклида.
Среди многих пытавшихся доказать пятый постулат были, в частности, следующие крупные учёные.
- Древнегреческие математики Птолемей (II в.) и Прокл (V в.) (основывался на предположении о конечности расстояния между двумя параллельными).
- Ибн аль-Хайсам из Ирака (конец X — начало XI вв.) (основывался на предположении, что конец движущегося перпендикуляра к прямой описывает прямую линию).
- Иранские математики Омар Хайям (2-я половина XI — начало XII вв.) и Насир ад-Дин ат-Туси (XIII в.) (основывались на предположении, что две сходящиеся прямые не могут при продолжении стать расходящимися без пересечения).
- Первую в Европе известную нам попытку доказательства аксиомы параллельности Евклида предложил живший в Провансе (Франция) Герсонид (он же Леви бен Гершом, XIV век). Его доказательство опиралось на утверждение о существовании прямоугольника[1].
- Немецкий математик Клавиус (1574)[2].
- Итальянские математики
  - Катальди (впервые в 1603 году напечатал работу, целиком посвящённую вопросу о параллельных).
  - Борелли (1658)[3].
- Английский математик Валлис (1663, опубликовано в 1693) (основывался на предположении, что для всякой фигуры существует ей подобная, но не равная фигура).
- Французский математик Лежандр (1800) (основывался на допущении, что через каждую точку внутри острого угла можно провести прямую, пересекающую обе стороны угла; у него также были другие попытки доказательства).

При этих попытках доказательства пятого постулата математики вводили (явно или неявно) некоторое новое утверждение, казавшееся им более очевидным.
Были предприняты попытки использовать доказательство от противного:
- итальянский математик Саккери (1733) (сформулировав противоречащее постулату утверждение, он вывел ряд следствий и, ошибочно признав часть из них противоречивыми, он счёл постулат доказанным),
- немецкий математик Ламберт (около 1766, опубликовано в 1786) (проведя исследования, он признал, что не смог обнаружить в построенной им системе противоречия).

Наконец, стало возникать понимание того, что возможно построение теории, основанной на противоположном постулате:
- немецкие математики Швейкарт (1818) и Тауринус (1825);
- немецкий математик Карл Фридрих Гаусс.

### Создание неевклидовой геометрии
Лобачевский в работе «О началах геометрии» (1829), первой его печатной работе по неевклидовой геометрии, ясно заявил, что пятый постулат не может быть доказан на основе других посылок евклидовой геометрии, и что допущение постулата, противоположного постулату Евклида, позволяет построить геометрию столь же содержательную и свободную от противоречий, как и евклидова.
Чуть позже и независимо к тем же выводам пришёл Янош Бойяи;
он опубликовал свои исследования как приложение к книге своего отца.
Карл Фридрих Гаусс пришёл к таким выводам ещё раньше (см. его письмо к Тауринусу, 1824 год).
Однако Гаусс воздерживался от публикаций, и о его взглядах можно судить лишь по нескольким письмам и дневниковым записям.
Молчание Гаусса часто объясняют тем, что он боялся быть непонятым.
Действительно, в одном письме, где затрагивается вопрос о пятом постулате и неевклидовой геометрии, Гаусс пишет: «бойтесь крика беотийцев».
Другое объяснение состоит в том, что он один из немногих понимал, что, как бы много интересных теорем неевклидовой геометрии ни было выведено, это ещё ничего не доказывает — всегда теоретически остаётся возможность, что в качестве дальнейших следствий будет получено противоречивое утверждение.
Возможно Гаусс понимал (или чувствовал), что в то время (первая половина XIX в.) ещё не найдены математические понятия, позволяющие точно поставить и решить этот вопрос.
Ещё одно объяснение: хотя Гаусс понимал геометрию Лобачевского лучше остальных, он не рассматривал её как своё детище так как узнал о ней из писем от Швайкарта, Тауруса и других.
В письме 1846 года астроному Г. Х. Шумахеру Гаусс так отозвался о работе Лобачевского:

Это сочинение содержит в себе основания той геометрии, которая должна была бы иметь место и притом составляла бы строго последовательное целое, если бы евклидова геометрия не была бы истинной… Лобачевский называет её «воображаемой геометрией»; Вы знаете, что уже 54 года (с 1792 г.) я разделяю те же взгляды с некоторым развитием их, о котором не хочу здесь упоминать; таким образом, я не нашёл для себя в сочинении Лобачевского ничего фактически нового. Но в развитии предмета автор следовал не по тому пути, по которому шёл я сам; оно выполнено Лобачевским мастерски в истинно геометрическом духе. Я считаю себя обязанным обратить Ваше внимание на это сочинение, которое, наверное, доставит Вам совершенно исключительное наслаждение.

В итоге Лобачевский выступил как первый наиболее яркий и последовательный пропагандист новой геометрии.
Хотя геометрия Лобачевского развивалась как умозрительная теория, и сам Лобачевский называл её «воображаемой геометрией», тем не менее именно он впервые открыто предложил её не как игру ума, а как возможную и полезную теорию пространственных отношений.

### Утверждение геометрии Лобачевского
Лобачевский умер в 1856 году.
Спустя несколько лет была опубликована переписка Гаусса, в том числе несколько восторженных отзывов о геометрии Лобачевского, и это привлекло внимание к трудам Лобачевского.
Появляются переводы их на французский и итальянский языки, комментарии видных геометров.
Переиздаётся и труд Бойяи.
В 1868 году выходит статья Бельтрами об интерпретациях геометрии Лобачевского.
Бельтрами определил метрику плоскости Лобачевского и доказал, что она имеет всюду постоянную отрицательную кривизну.
Такая поверхность тогда уже была известна — это псевдосфера Миндинга.
Бельтрами сделал вывод, что локально плоскость Лобачевского изометрична участку псевдосферы (см. ниже).
В этой же статье, Бельтрами также приводит две модели, которые теперь называются модель Клейна и модель Пуанкаре.
В этих работах Бельтрами дал прозрачное геометрическое доказательство непротиворечивости новой геометрии, точнее того что геометрия Лобачевского противоречива тогда и только тогда, когда противоречива геометрия Евклида.
Лобачевский также располагал таким доказательством, но оно было сложнее, в одну сторону модель евклидовой плоскости в геометрии Лобачевского, оно строилось с помощью модели, как и у Бельтрами,
в другую сторону шло аналитически.
Вейерштрасс посвящает геометрии Лобачевского специальный семинар в Берлинском университете (1870).
Казанское физико-математическое общество организует издание полного собрания сочинений Лобачевского, а в 1893 году столетие русского математика отмечается в международном масштабе.

## Модели
Модели геометрии Лобачевского дали доказательство её непротиворечивости, точнее показали, что геометрия Лобачевского столь же непротиворечива, как геометрия Евклида.
Сам Лобачевский дал основы своей аналитической геометрии, и тем самым он уже фактически наметил такую модель.
Он также заметил, что орисфера в пространстве Лобачевского изометрична евклидовой плоскости, тем самым фактически предложил обратную модель.
Тем не менее, само понятие о модели прояснилось в работах Бельтрами и других.

### Псевдосфера

Псевдосфера

Итальянский математик Эудженио Бельтрами в 1868 году заметил, что геометрия на куске плоскости Лобачевского совпадает с геометрией на поверхностях постоянной отрицательной кривизны, простейший пример которых представляет псевдосфера.
Если точкам и прямым на конечном куске плоскости Лобачевского сопоставлять точки и кратчайшие линии (геодезические) на псевдосфере и движению в плоскости Лобачевского сопоставлять перемещение фигуры по псевдосфере с изгибанием, то есть деформацией, сохраняющей длины, то всякой теореме геометрии Лобачевского будет отвечать факт, имеющий место на псевдосфере.
При этом длины, углы, площади понимаются в смысле естественного измерения их на псевдосфере.
Однако здесь даётся только локальная интерпретация геометрии, то есть на ограниченном участке, а не на всей плоскости Лобачевского.
Поверхность Дини даёт похожую модель — это изометрическое погружение области плоскости Лобачевского, ограниченной орициклом.

### Проективная модель

Через точку Р проходит бесконечно много «прямых», не пересекающих «прямой» а

Модель плоскости Лобачевского, впервые предложенная Бельтрами.
Плоскостью служит внутренность круга, прямой — хорда круга без концов, а точкой — точка внутри круга.
«Движением» назовём любое преобразование круга в самого себя, которое переводит хорды в хорды.
Соответственно, равными называются фигуры внутри круга, переводящиеся одна в другую такими преобразованиями.
Тогда оказывается, что любой геометрический факт, описанный на таком языке, представляет теорему или аксиому геометрии Лобачевского.
Иными словами, всякое утверждение геометрии Лобачевского на плоскости есть не что иное, как утверждение евклидовой геометрии, относящееся к фигурам внутри круга, лишь пересказанное в указанных терминах.
Евклидова аксиома о параллельных здесь явно не выполняется, так как через точку {\displaystyle P}, не лежащую на данной хорде а (то есть «прямой»), проходит сколько угодно не пересекающих её хорд («прямых») (например, {\displaystyle b}, {\displaystyle b'}).
В этой модели расстояние между точками {\displaystyle A} и {\displaystyle B} на хорде {\displaystyle NM} определяется через двойное отношение
{\displaystyle \ln \left({\frac {AN}{AM}}{\frac {BM}{BN}}\right)}
Во внешней абсолюта, реализуется геометрия пространства анти-де Ситтера.

### Конформно-евклидова модель, модель Пуанкаре

Конформно-евклидова модель

Другая модель плоскости Лобачевского, предложенная Бельтрами.
За плоскость Лобачевского принимается внутренность круга, прямыми считаются дуги окружностей, перпендикулярных окружности данного круга, и его диаметры, движениями — преобразования, получаемые комбинациями инверсий относительно окружностей, дуги которых служат прямыми.
Модель Пуанкаре замечательна тем, что в ней углы изображаются обычными углами.

### Модель на гиперболоиде в пространстве Минковского
В пространстве сигнатуры {\displaystyle (+,+,-)} рассмотрим двуполостный гиперболоид {\displaystyle x^{2}+y^{2}-t^{2}=-1}.
Выберем верхнюю из компонент {\displaystyle t>0}.
Заметим, что эта компонента является пространственноподобной.
В частности квадратичная форма {\displaystyle x^{2}+y^{2}-t^{2}=-1} задаёт на ней метрику;
с этой метрикой верхняя компонента является моделью плоскости Лобачевского.
Прямыми (иначе говоря геодезическими) в этой модели являются сечениями гиперболоида плоскостями, проходящими через начало координат.
Перспективная проекция на горизонтальную плоскость с центром в начале координат переводит эту модель в проективную модель.
Перспективная проекция на горизонтальную плоскость с центром в точке {\displaystyle (0,0,-1)} переводит эту модель в конформно-евклидову.

### Поверхность постоянной отрицательной кривизны
Другое аналитическое определение геометрии Лобачевского состоит в том, что геометрия Лобачевского определяется как геометрия риманова пространства постоянной отрицательной кривизны.
Это определение было фактически дано ещё в 1854 году Риманом и включало модель геометрии Лобачевского как геометрии на поверхностях постоянной кривизны.
Однако Риман не связал прямо своих построений с геометрией Лобачевского, а его доклад, в котором он о них сообщил, не был понят и был опубликован лишь после его смерти (в 1868 году).
Примером такой поверхности является сфера мнимого радиуса
{\displaystyle ({\vec {x}},{\vec {x}})=-1},
{\displaystyle x^{2}+y^{2}-z^{2}=-1}
в пространстве Минковского. См. раздел Модель на гиперболоиде.

## Содержание геометрии Лобачевского
Лобачевский строил свою геометрию, отправляясь от основных геометрических понятий и своей аксиомы, и доказывал теоремы геометрическим методом, подобно тому, как это делается в геометрии Евклида.
Основой служила теория параллельных линий, так как именно здесь начинается отличие геометрии Лобачевского от геометрии Евклида.
Все теоремы, не зависящие от аксиомы о параллельных, являются общими для обеих геометрий;
они образуют так называемую абсолютную геометрию, к которой относятся, например, признаки равенства треугольников.
Вслед за теорией параллельных строились другие разделы, включая тригонометрию и начала аналитической и дифференциальной геометрии.

Угол параллельности

Приведём (в современных обозначениях) несколько фактов геометрии Лобачевского, отличающих её от геометрии Евклида и установленных самим Лобачевским.
Через точку P, не лежащую на данной прямой R (см. рисунок), проходит бесконечно много прямых, не пересекающих R и находящихся с ней в одной плоскости; среди них есть две крайние x, y, которые и называются асимптотически параллельными (иногда просто параллельными) прямой R, а остальные — ультрапараллельными.
Угол {\displaystyle \theta } между перпендикуляром PB из P на R и каждой из асимптотически параллельных (называемый углом параллельности) по мере удаления точки P от прямой убывает от 90° до 0° (в модели Пуанкаре углы в обычном смысле совпадают с углами в смысле Лобачевского, и потому на ней этот факт можно видеть непосредственно).
Параллель x с одной стороны (а y с противоположной) асимптотически приближается к а, а с другой — бесконечно от неё удаляется (в моделях расстояния определяются сложно, и потому этот факт непосредственно не виден).
Для точки, находящейся от заданной прямой на расстоянии PB = a (см. рисунок), Лобачевский дал формулу для угла параллельности П(a):
{\displaystyle \theta =\Pi (a)=2\operatorname {arctg} ~e^{-{\frac {a}{q}}}}
Здесь q — некоторая постоянная, связанная с кривизной пространства Лобачевского.
Она может служить абсолютной единицей длины аналогично тому, как в сферической геометрии особое положение занимает радиус сферы.
Если прямые имеют общий перпендикуляр, то они ультрапараллельны, то есть бесконечно расходятся в обе стороны от него.
К любой из них можно восстановить перпендикуляры, которые не достигают другой прямой.
В геометрии Лобачевского не существует подобных, но неравных треугольников; треугольники равны, если их углы равны.
Сумма углов всякого треугольника меньше {\displaystyle \pi } и может быть сколь угодно близкой к нулю (разница между 180° и суммой углов треугольника ABC в геометрии Лобачевского положительна — её называют дефектом этого треугольника).
Это непосредственно видно на модели Пуанкаре.
Разность {\displaystyle \delta =\pi -(\alpha +\beta +\gamma )}, где {\displaystyle \alpha }, {\displaystyle \beta }, {\displaystyle \gamma } — углы треугольника, пропорциональна его площади:
{\displaystyle S=q^{2}\cdot \delta }
Из формулы видно, что существует максимальная площадь треугольника, и это конечное число: {\displaystyle \pi q^{2}}.
Линия равных расстояний от прямой не есть прямая, а особая кривая, называемая эквидистантой, или гиперциклом.
Предел окружностей бесконечно увеличивающегося радиуса не есть прямая, а особая кривая, называемая предельной окружностью, или орициклом.
Предел сфер бесконечно увеличивающегося радиуса не есть плоскость, а особая поверхность — предельная сфера, или орисфера; замечательно, что на ней имеет место евклидова геометрия.
Это служило Лобачевскому основой для вывода формул тригонометрии.
Длина окружности не пропорциональна радиусу, а растёт быстрее.
В частности, в геометрии Лобачевского число {\displaystyle \pi } не может быть определено как отношение длины окружности к её диаметру.
Чем меньше область в пространстве или на плоскости Лобачевского, тем меньше геометрические соотношения в этой области отличаются от соотношений евклидовой геометрии.
Можно сказать, что в бесконечно малой области имеет место евклидова геометрия.
Например, чем меньше треугольник, тем меньше сумма его углов отличается от {\displaystyle \pi }; чем меньше окружность, тем меньше отношение её длины к радиусу отличается от {\displaystyle 2\pi }, и т. п.
Уменьшение области формально равносильно увеличению единицы длины, поэтому при безграничном увеличении единицы длины формулы геометрии Лобачевского переходят в формулы евклидовой геометрии.
Евклидова геометрия есть в этом смысле «предельный» случай геометрии Лобачевского.

### Заполнение плоскости и пространства правильными политопами

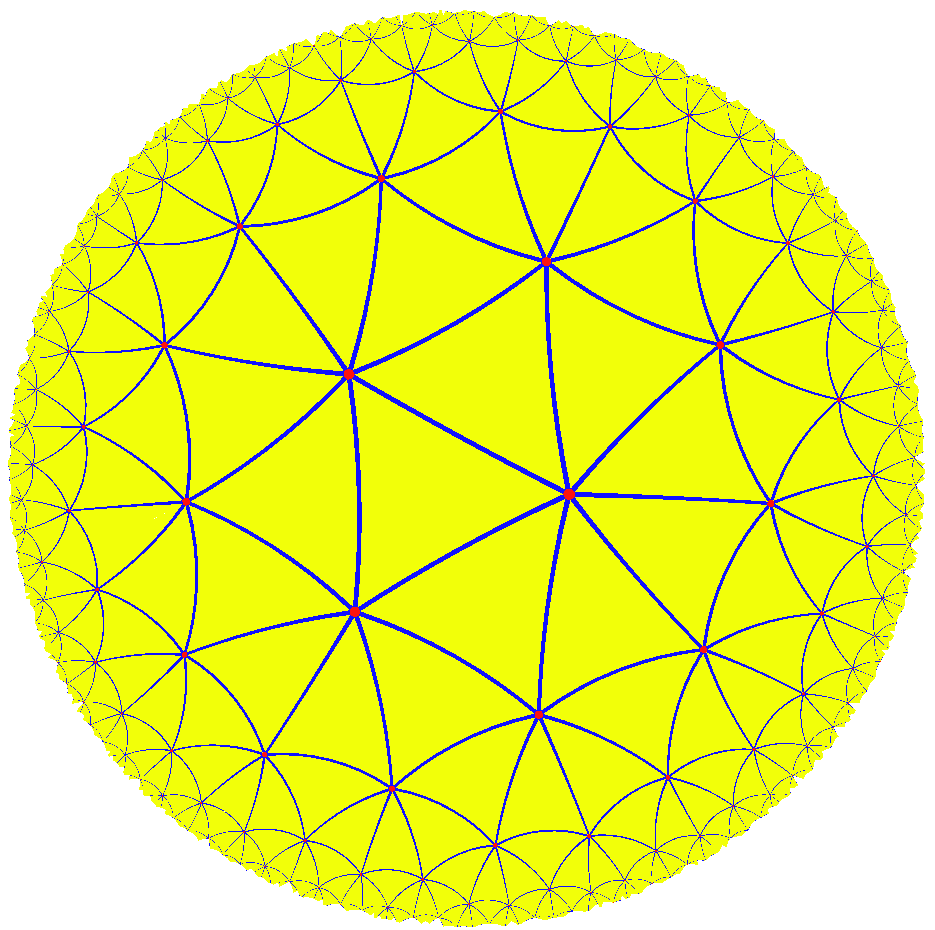
Замощение плоскости Лобачевского правильными треугольниками ({3;7})

Плоскость Лобачевского может быть замощена не только правильными треугольниками, квадратами и шестиугольниками, но и любыми другими правильными многоугольниками.
При этом в одной вершине паркета должно сходиться не менее 7 треугольников, 5 квадратов, 4 пяти- или шестиугольников, или 3 многоугольников с числом сторон более 6.
То есть число различных замощений бесконечно и с помощью символа Шлефли {\displaystyle \left\{N,M\right\}} (в одной вершине сходится M штук N-угольников) все замощения плоскости Лобачевского можно записать так:
- {3, 7}, {3, 8}, …, то есть {3, M}, где M≥7;
- {4, 5}, {4, 6}, …, то есть {4, M}, где M≥5;
- {5, 4}, {5, 5}, …, то есть {5, M}, где M≥4;
- {6, 4}, {6, 5}, …, то есть {6, M}, где M≥4;
- {N, M}, где N≥7, M≥3.

Каждое замощение {\displaystyle \left\{N,M\right\}} требует строго определённого размера единичного N-угольника, в частности, его площадь должна равняться:
{\displaystyle S_{\left\{N;M\right\}}=q^{2}\pi \left(N-2-2{\frac {N}{M}}\right)}

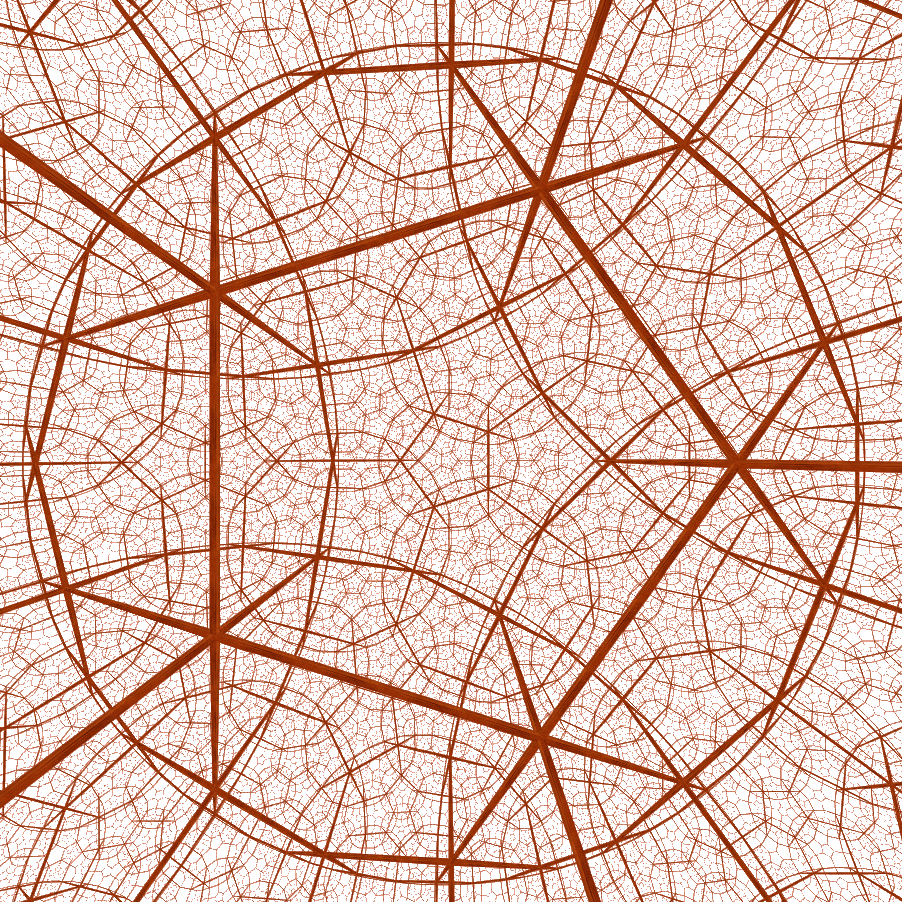
Заполнение пространства Лобачевского правильными прямоугольными додекаэдрами ({5,3,4})

В отличие от обычного пространства (трёхмерного евклидова пространства), которое можно заполнить правильными многогранниками только одним способом (по 8 кубов в вершине, или по четыре в ребре {4,3,4}), трёхмерное пространство Лобачевского можно замостить правильными многогранниками, как и на плоскости, бесконечным количеством способов.
С помощью символа Шлефли {\displaystyle \left\{N,M,P\right\}} (в одной вершине сходится M штук N-угольников, а в каждом ребре сходится по P многогранников) все замощения можно записать так:
- {3,3,6}, {3,3,7}, …, то есть {3,3,P}, где P≥6;
- {4,3,5}, {4,3,6}, …, то есть {4,3,P}, где P≥5;
- {3,4,4}, {3,4,5}, …, то есть {3,4,P}, где P≥4;
- {5,3,4}, {5,3,5}, …. То есть {5,3,P}, где P≥4;
- {3,5,3}, {3,5,4}, …, то есть {3,5,P}, где P≥3.

Многогранники таких разбиений могут иметь бесконечный объём, за исключением конечного числа разбиений пространства на правильные многогранники с конечным объёмом:
- {3,5,3} (по три икосаэдра в ребре)
- {4,3,5} (по пять кубов в ребре)
- {5,3,4} (по четыре додекаэдра в ребре)
- {5,3,5} (по пять додекаэдров в ребре)

Кроме этого, существует 11 способов заполнить пространство Лобачевского правильными мозаичными орисферами ({3,4,4}, {3,3,6}, {4,3,6}, {5,3,6}, {4,4,3}, {6,3,3}, {6,3,4}, {6,3,5}, {6,3,6}, {4,4,4}, {3,6,3}).

## Приложения
- Лобачевский был уверен, что наше реальное пространство евклидово. В противном случае годичный параллакс любой звезды был бы больше некоторой величины, зависящей только от кривизны пространства. Используя вычисленные в то время параллаксы некоторых звёзд (которые оказались сильно неточными), Лобачевский оценил, что сумма углов треугольника со сторонами примерно равными радиусу земной орбиты отличается от 180° не более чем на 0,00037″ (впоследствии А. П. Котельников показал, что в этом месте у Лобачевского была ошибка на два порядка или опечатка: его данные показывают, что это разница не может быть более 0,0000037″). Согласно Лобачевскому, эти расчёты показывают, что евклидова геометрия достаточно точно описывает физическое пространство[10].
- Сам Лобачевский применял свою теорию к вычислению определённых интегралов, интерпретируя их как выражения для длины, площади или объёма фигур в его геометрии.[11]
- В теории функций комплексного переменного геометрия Лобачевского помогла построить теорию автоморфных функций. Связь с геометрией Лобачевского была здесь отправным пунктом исследований Пуанкаре, который писал, что «неевклидова геометрия есть ключ к решению всей задачи»[12][13].
- Была установлена тесная связь геометрии Лобачевского с кинематикой специальной (частной) теории относительности. Эта связь основана на том, что равенство, выражающее закон распространения света

{\displaystyle x^{2}+y^{2}+z^{2}=c^{2}t^{2}}
при делении на {\displaystyle t^{2}}, то есть для скорости света, даёт
{\displaystyle v_{x}^{2}+v_{y}^{2}+v_{z}^{2}=c^{2}}
 — уравнение сферы в пространстве с координатами {\displaystyle v_{x}}, {\displaystyle v_{y}}, {\displaystyle v_{z}} — составляющими скорости по осям х, у, z (в «пространстве скоростей»). Преобразования Лоренца сохраняют эту сферу и, так как они линейны, переводят прямые пространства скоростей в прямые. Следовательно, согласно модели Клейна, в пространстве скоростей внутри сферы радиуса с, то есть для скоростей, меньших скорости света, имеет место геометрия Лобачевского.

## Мифы
Широко распространено заблуждение (отражённое, в частности, в нематематической литературе и фольклоре), что в геометрии Лобачевского «параллельные прямые пересекаются».
Это не соответствует действительности.
В геометрии Лобачевского как раз можно провести через точку, не лежащую на данной прямой, бесконечно много прямых, не пересекающихся с ней.

### Труды основоположников
- Лобачевский Н. И. О началах геометрии // Казанский вестник. — Казань: Императорский Казанский университет, 1829—1830. — № 25—29.
- Об основаниях геометрии. Сборник классических работ по геометрии Лобачевского и развитию её идей. М.: Гостехиздат, 1956.
- Бельтрами Э. Опыт интерпретации неевклидовой геометрии // Об основаниях геометрии : Сборник. — М.: ГИТТЛ, 1956. — С. 180—212.
- Бельтрами Э. Основы теории пространств постоянной кривизны // Об основаниях геометрии : Сборник. — М.: ГИТТЛ, 1956. — С. 342—365.

### Современная литература
- Лобаче́вского геоме́трия / Александров А. Д. // Большая Советская Энциклопедия / Гл. ред. А. М. Прохоров. — 3-е изд. — Советская Энциклопедия, 1973. — Т. 14 : Куна—Ломами. — С. 586—588. — Стб. 1746—1752. — 629 000 экз.
- Александров А. Д., Нецветаев Н. Ю. Геометрия. — Москва: Наука, 1990.
- Александров П. С. Что такое неэвклидова геометрия. — Москва: УРСС, 2007.
- Л. С. Атанасян. Геометрия Лобачевского. — М.: Просвещение, 2001. — 336 с. — ISBN 5-09-009734-8.
- Делоне Б. Н. Элементарное доказательство непротиворечивости планиметрии Лобачевского. — Москва: Гостехиздат, 1956.
- Иовлев Н. Н. Введение в элементарную геометрию и тригонометрию Лобачевского. — М.—Л.: Гиз., 1930. — С. 67.
- Кадомцев С. Б. Геометрия Лобачевского и физика. — М.: Знание, 1984. — 64 с. — (Новое в жизни, науке, технике: *Математика, кибернетика. 1984, №08).
  - (переиздание) Кадомцев С. Б. Геометрия Лобачевского и физика. — Изд. 3-е. — М.: Книжный дом «ЛИБРОКОМ», 2009. — 72 с. — ISBN 978-5-397-00294-3.
- Кадомцев С. Б., Позняк Э. Г., Попов А. Г. Геометрия Лобачевского: открытие и путь в современность» // Природа. — 1993. — № 7. — С. 19—27.
- Кадомцев С. Б., Позняк Э. Г., Соколов Д. Д. Некоторые вопросы геометрии Лобачевского, связанные с физикой. — Итоги науки и техн. Сер. Пробл. геом., 13, ВИНИТИ, М., 1982, 157—188.
- Клейн Ф. Неевклидова геометрия. — М.—Л.: ОНТИ, 1936. — С. 356.
- Норден А. П. Элементарное введение в геометрию Лобачевского. — М.: ГИТТЛ, 1953. — 248 с.
- Нут Ю. Ю. Геометрия Лобачевского в аналитическом изложении. — М.: Издательство Академии Наук СССР, 1961. — 312 с.
- Попов А. Г. Псевдосферические поверхности // Соросовский образовательный журнал. — ISSEP, 2004. — Т. 8, № 2. — С. 119—127.
- Попов А. Г. Псевдосферические поверхности и некоторые задачи математической физики.
- Прасолов В. В. Геометрия Лобачевского. — М.: МЦНМО, 2004. — 88 с.
- Розенфельд Б. А. Интерпретации геометрии Лобачевского // Историко-математические исследования. — М.: ГИТТЛ, 1956. — № 9. — С. 169—208.
- Смогоржевский А. С. «О геометрии Лобачевского» // Популярные лекции по математике. — Гостехиздат, 1958. — Т. 23. — С. 68.
- Успенский Я. В. Введение в неевклидову геометрию Лобачевского — Болиаи. — Петроград: «Сеятель» Е. В. Высоцкого, 1922. — 180 с.
- Шафаревич И. Р., Ремизов А. О. Линейная алгебра и геометрия. — Москва: Физматлит, 2009.